# Josef Kepka
Profesor Josef Kepka (26. února 1902, Vranovice – 11. října 1952, Pankrác) byl český středokoškolský profesor a jedna z obětí komunistického teroru.
Josef Kepka se narodil ve Vranovicích do rolnické rodiny. Vystudoval Vysokou obchodní školu v Praze. Ve třicátých letech navštívil Sovětský svaz, kde se seznámil s tamními podmínkami. Jelikož patřil k známým odpůrcům komunistů, byl v roce 1952 obviněn ze spolupráce s tzv. Zelenou internacionálou, která měla údajně v Československu připravovat ozbrojený odpor proti komunistům na venkově, ve vykonstruovaném procesu odsouzen k trestu smrti a v dubnu 1952 popraven.
Ostatky popraveného byly tajně pohřbeny do hromadného hrobu na Ďáblickém hřbitově. Na Čestném pohřebišti v Ďáblickém hřbitově se nachází symbolický Kepkův hrob. Tamní symbolické náhrobky odkazují na zemřelé politické vězně bez ohledu na jejich přesné místo pohřbení.

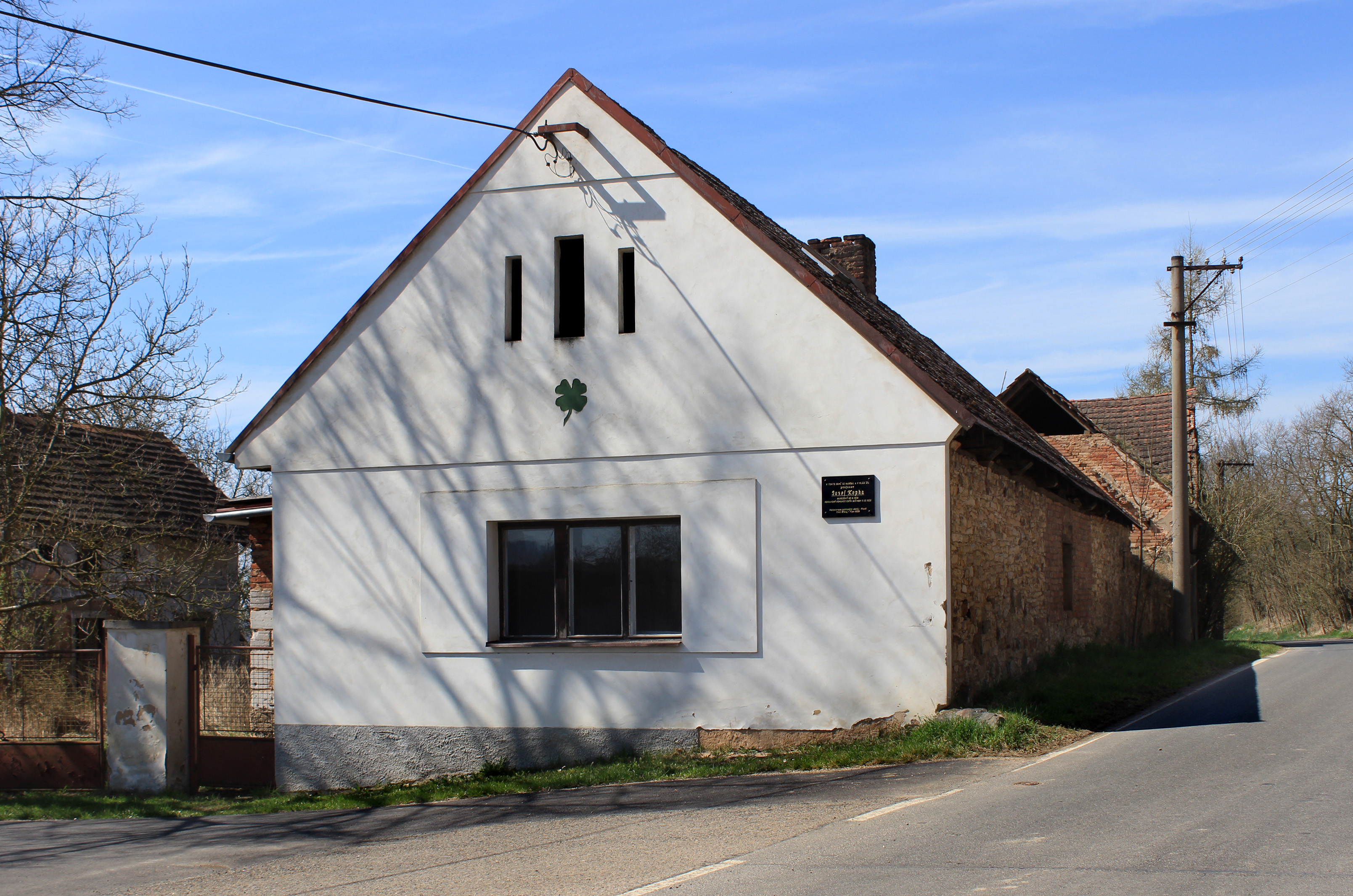
Rodný dům ve Vranovicích
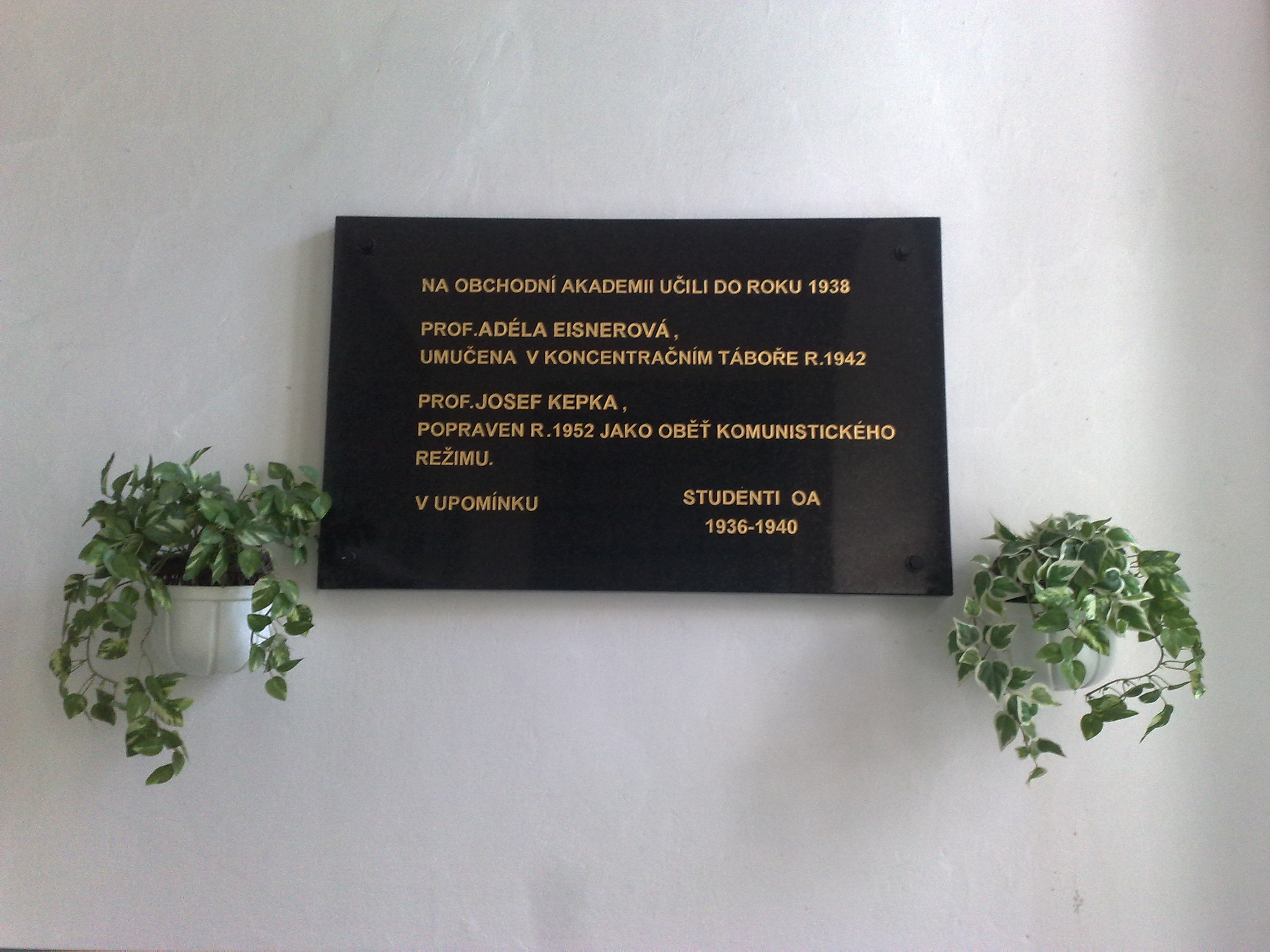
Památeční deska v Obchodní akademii Teplice
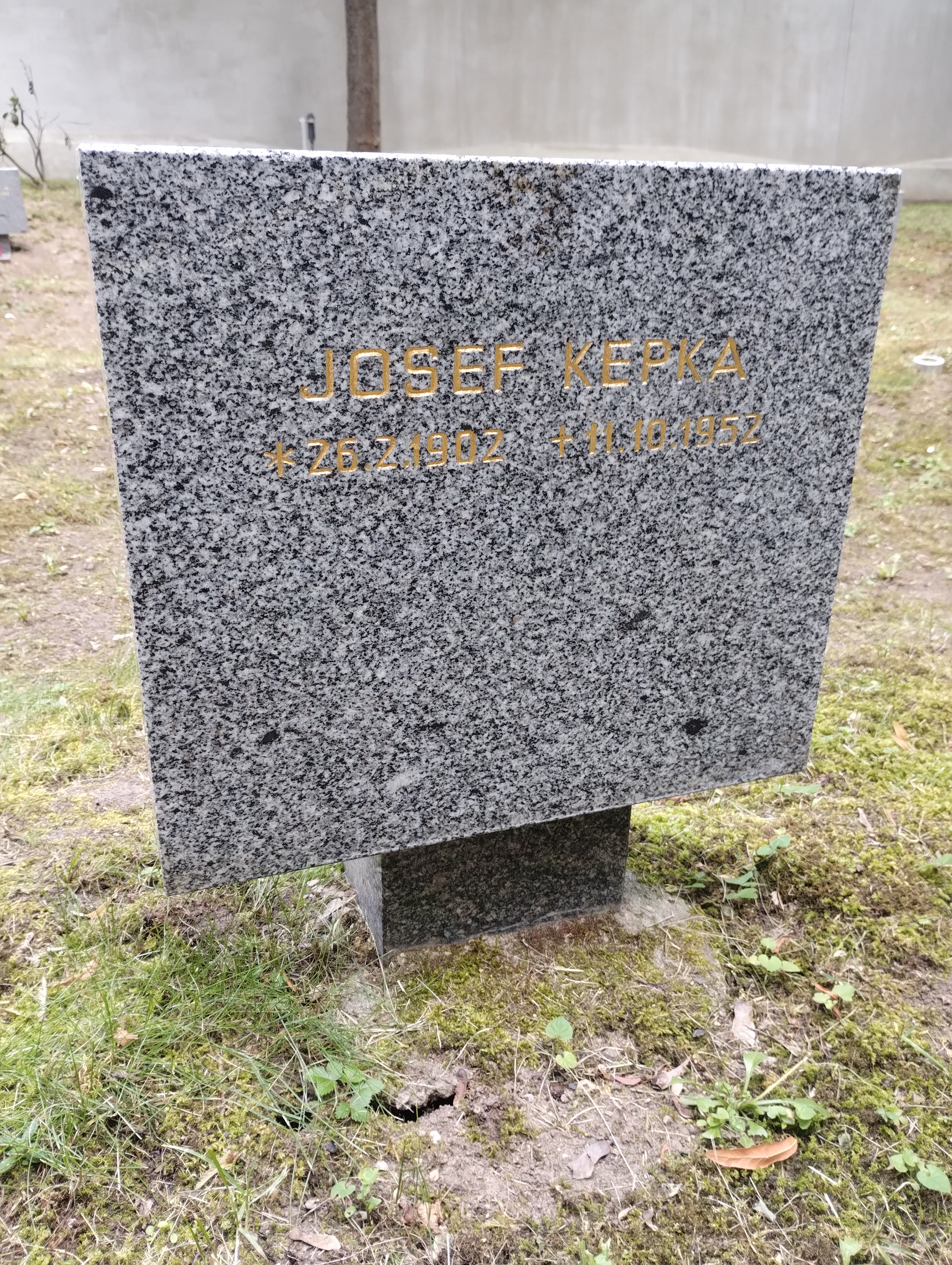
Symbolický náhrobek Josefa Kepky na Čestném pohřebišti v Ďáblicích